# Бредень (Сібіу)
Бредень, Бредені (рум. Brădeni) — село у повіті Сібіу в Румунії. Адміністративний центр комуни Бредень.
Село розташоване на відстані 207 км на північний захід від Бухареста, 61 км на північний схід від Сібіу, 122 км на південний схід від Клуж-Напоки, 76 км на північний захід від Брашова.

## Населення
За даними перепису населення 2002 року у селі проживали 785 осіб.
Національний склад населення села:
| Національність | Кількість осіб | Відсоток |
| -------------- | -------------- | -------- |
| румуни         | 407            | 51,8 %   |
| цигани         | 346            | 44,1 %   |
| угорці         | 27             | 3,4 %    |
| німці          | 5              | 0,6 %    |

Рідною мовою назвали:
| Мова      | Кількість осіб | Відсоток |
| --------- | -------------- | -------- |
| румунська | 748            | 95,3 %   |
| угорська  | 20             | 2,5 %    |
| циганська | 13             | 1,7 %    |